# Colegio de San Gregorio

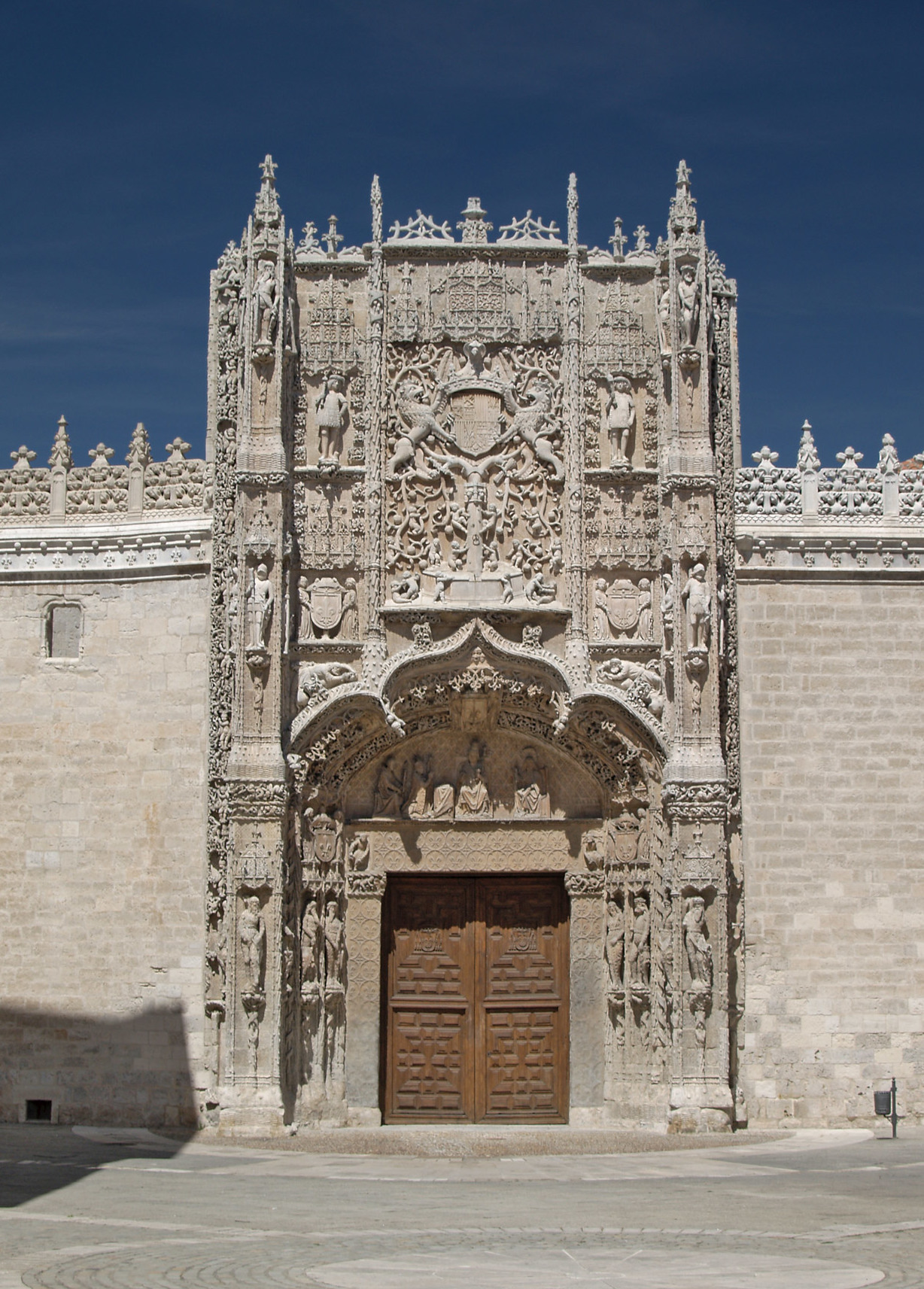
Fassade des Kollegs

Das Colegio de San Gregorio ist ein historisches Klostergebäude in Valladolid. Es beherbergt heute das Museo Nacional de Escultura. Gegründet wurde es Ende des 15. Jahrhunderts als theologisches Kolleg des Dominikanerordens in Verbindung zur Konventskirche Iglesia de San Pablo.
Die Universität von Valladolid wurde im 13. Jahrhundert von Alfons X., dem Weisen gegründet. Das bedeutete auch, dass im Laufe der Zeit neben oder in Verbindung mit der Universität so genannte Colegios (vergleichbar den britischen Colleges) entstanden.

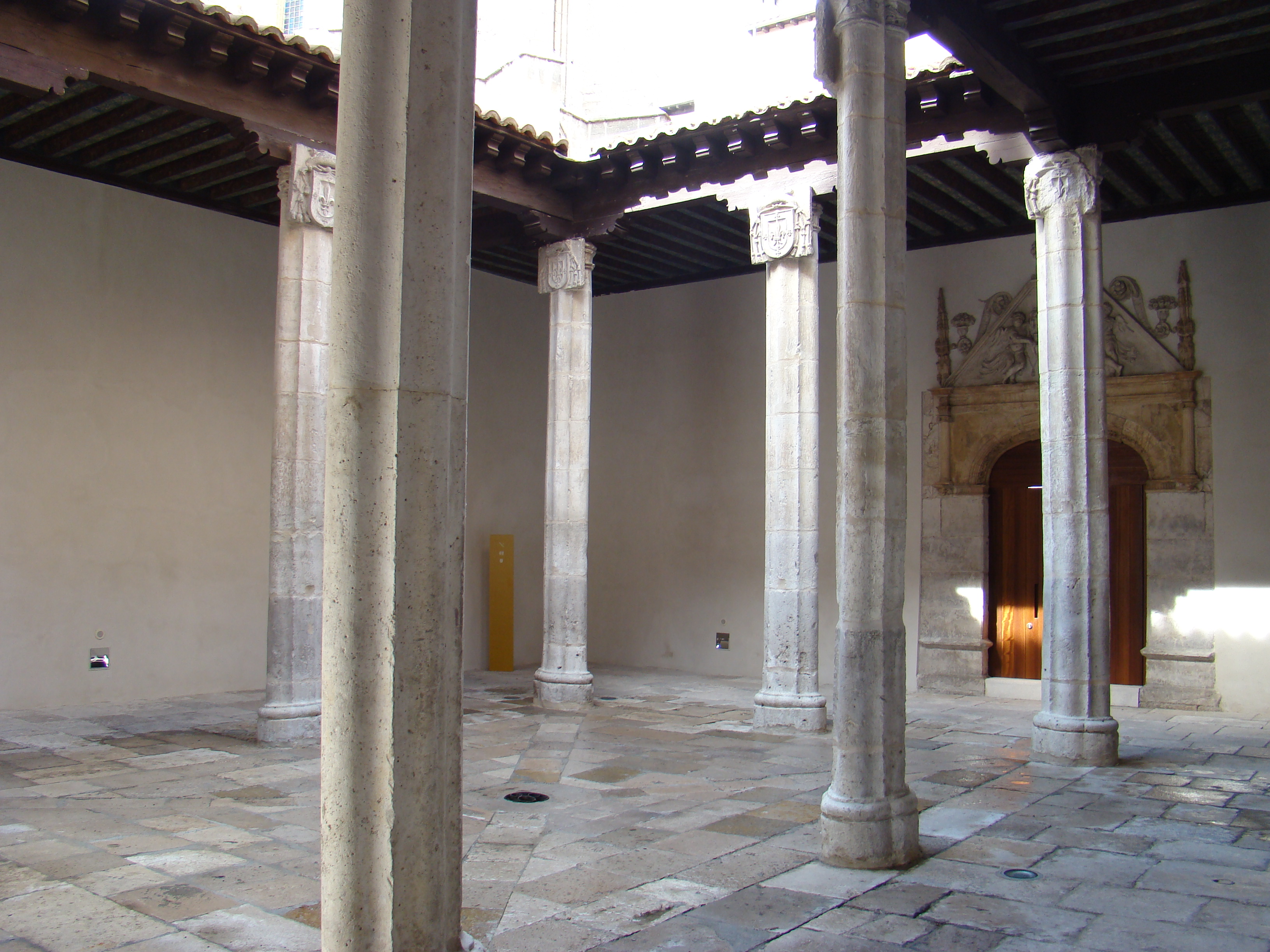
Patio de Estudios

Die Schaffung des Colegio de San Gregorio ging zurück auf Alonso de Burgos, den Bischof von Palencia und Dominikaner, der Beichtvater der katholischen Könige war. Mit päpstlicher Bewilligung begannen die Arbeiten 1488 mit der zugehörigen Grabkapelle des Bischofs. Der Bau des Kollegs dürfte 1496 abgeschlossen gewesen sein. Das Kolleg beherbergte jeweils etwa 20 Studenten. Zu den Absolventen zählen bekannte Theologen und Kunstschaffende wie Bartolomé de las Casas, Melchor Cano, Luis de Granada oder Francisco de Vitoria. Die Stätte war der Verhandlungsort im Disput von Valladolid. Im 19. Jahrhundert endete die Funktion des Gebäudekomplexes als theologisches Kolleg, seit dem 29. April 1933 ist es Sitz des kostbar ausgestatteten Nationalen Skulpturenmuseums.
In einem Gebäudeteil besteht weiterhin der Dominikanerkonvent San Pablo y San Gregorio, der auch das Instituto Superior de Filosofía de Valladolid (ISF) umfasst. Wegen geringer Nachfrage ist der Lehrkursus eingestellt worden, doch werden weiterhin Forschungen betrieben und philosophische Zeitschriften (Estudios Filosóficos) herausgegeben.